# 飯TASTIC

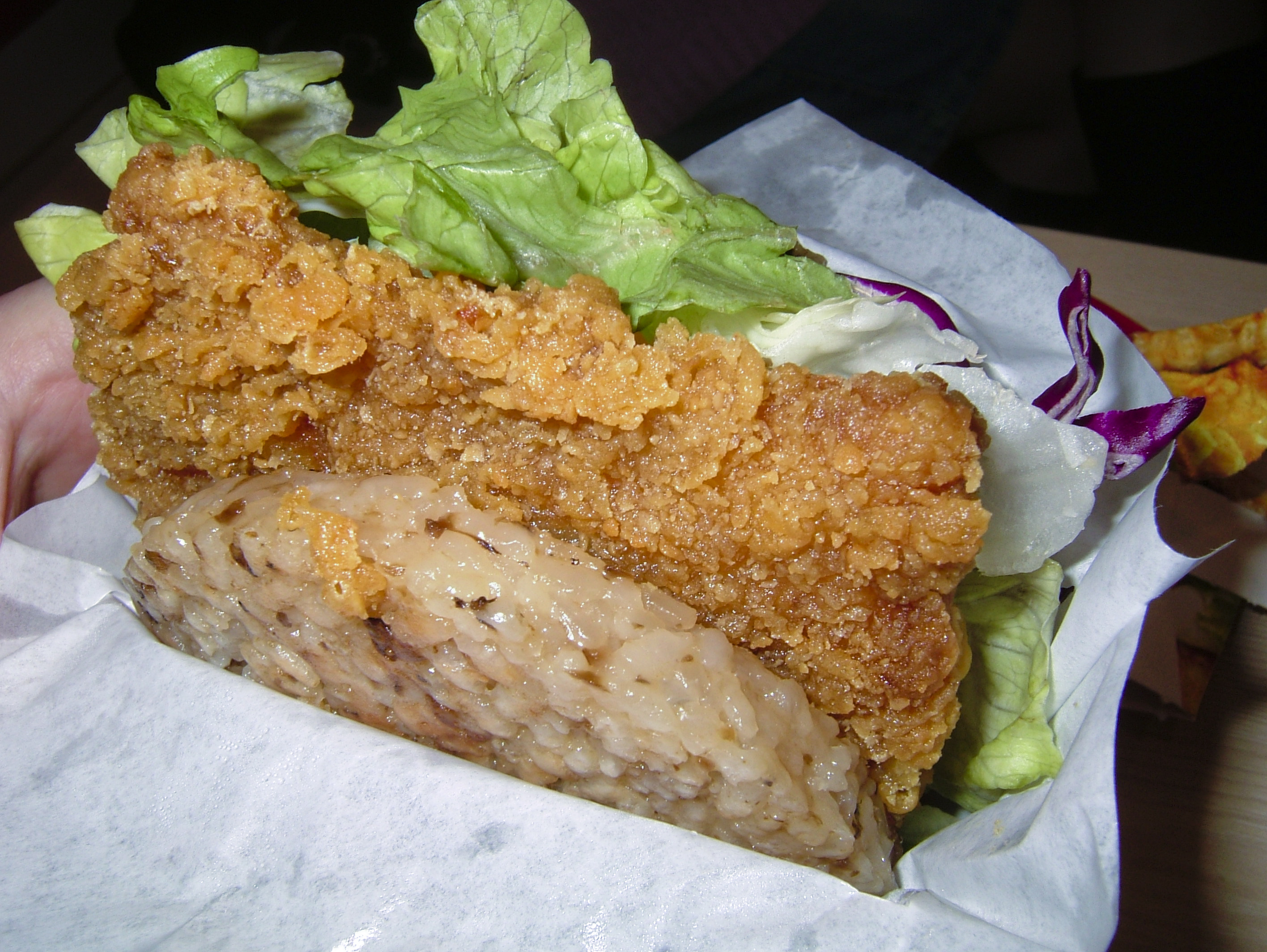
麥當勞的飯TASTIC

飯TASTIC是美式快餐連鎖店麥當勞販售的米漢堡。曾在台灣、新加坡、菲律宾、香港的麥當勞餐廳出售，並在之後成為香港麥當勞的限時產品。它的特點在於把原本夾着餡料的兩塊麵包改成兩片飯餅。麥當勞的亞洲、中東、非洲地區負責人提姆·芬頓（Tim Fenton）表示，它在各大地方停止供應的原因在於「消費者最終對它失去了興趣，他們不會把米飯跟麥當勞聯繫到一起」。

## 歷史

### 起源
2005年2月1日，台灣麥當勞推出了板烤米香堡。它是當地團隊跟海外成員一起花了1年半的時間研發的產品。他們在研發期間測試了以不同的稻米製成的米漢堡，並找來3,345人試食。在推出時他們聘請歌手王力宏成為該產品的代言人。9月，它已在當地售出逾500萬份。同月起為購買者安排抽獎活動，讓他們有機會獲得電視等獎品。2006年1月20日，它推出「板烤米香堡—密碼鮮蝦」，其餡料包含魷魚和蝦仁。之後台灣麥當勞因決定把焦點放在其原本出售的產品上，而停止供應板烤米香堡。

### 市場拓展
2005年新加坡麥當勞花3至6個月的時間測試及調查當地市場反應後，於12月28日把它引入推出到當地市面。香港麥當勞則在引入前對該份產品作一些調整，讓它更貼近煲仔飯的飯粒口感。11月開始測試香港市場對飯TASTIC的反應，次年3月23日正式推出，同樣取得不錯的銷售成績。它還邀請了歐陽震華和葉璇為產品拍攝廣告。6月開始則向於店內購買食品滿17港元者發放「飯TASTIC FIFA世界盃列強卡」，總共有32款代表1隊世界盃隊伍的卡牌和1款萬用卡。讓消費者在購買飯TASTIC時有機會因世界盃比賽的結果而獲得額外食品。它之後按香港市場策劃總監黎韋詩的建議停止發售，認為它在市場上再沒有價值。
這款產品曾在2006年於上海作市場測試，不過之後決定不引入中國大陸市場。2016年，香港麥當勞推出了限時供應的親子蛋飯TASTIC和肉醬蛋牛飯TASTIC，兩者分別加入了蛋餅和蒸蛋。2021年，香港麥當勞再度推出汁燒牛肉飯TASTIC和吉列脆雞飯TASTIC，它們分別配有燒肉醬和甜酸醬，同為限時供應。另再推出新產品魚柳飯TASTIC。

## 特點
飯TASTIC的特點在於把原本夾着餡料的兩塊麵包改成兩片經板烤的飯餅。它在製作過程中加入了醬油、薑片、麻油等調味料。香港和台灣的飯TASTIC初推出時皆夾有紫高麗和西生菜，提供雞腿肉和牛肉兩款肉馅予消費者選擇。之後麥當勞亦推出更多變種，像是使用蝦仁或魚柳肉馅，在內部加入蛋餅或蒸蛋。

## 評價
《明報》的專欄作者黃文英寫道，這款漢堡的港版名稱「飯TASTIC」相當「有創意」。不過《星島日報》的專欄作者舒展超批評這一名稱難以讓人一眼了解其讀法，令年紀較大者在點餐時面對一定困難。他在另一篇評論中對此產品給予「中性」的評價，指它「可以一吃，但絕對不會迷上」。《民生報》記者劉大絹則讚揚它「有嚼頭」，並形容當中的生菜「青脆」，而且雞腿肉「不油膩」。不過《飲食男女》的評論者則反指其油膩，飯餅易在進食途中散開。香港麥當勞市場推廣部副總裁黎韋詩因為在宣傳飯TASTIC上的表現，獲得2006年度「HKMA/TVB傑出市場策劃獎」。
香港01記者評論2016年親子蛋飯TASTIC的味道「一般」，而且外表不夠吸引。《自由時報》記者詹佳芸讚揚了肉醬蛋牛飯TASTIC的份量。2021年《蘋果日報》的評論表示吉列脆雞飯TASTIC「口感豐富之餘還充滿日式滋味」。